# Rockford Township (comté de Caldwell, Missouri)
Rockford Township est un township du comté de Caldwell dans le Missouri, aux États-Unis,. En 2000, sa population s'élève à 478 habitants.